# موت بنرت
موت بنرت (قراءة قديمة "بنرت موت") أو موت نجمت كانت نبيلة مصرية، ويُقال إنها أخت الزوجة العظمى للملك نفرتيتي.

## الاسم
قراءة الاسم محل خلاف، حيث أن العلامتين الهيروغليفيتين لكلمتي "نچم" (𓇛) و"بنر" (𓇜) متشابهتان في الشكل وكلتاهما تعني "حلو". يفضل بعض العلماء نطق الاسم كـ موت بنرت، بينما يفضل آخرون موت نجمت. من المحتمل أن يكون لذلك علاقة بأن اسم الملكة نجمت يُكتب برمز "بنر" متبوعًا بمكمل صوتي "م"، مما يشير إلى أن "بنر" الظاهري في هذه الحالة يجب قراءته كـ "نچم" وأن الرمزين قد يكونان قد استخدما بالتبادل في مثل هذه الأسماء؛ قد يكون الأمر نفسه صحيحًا بالنسبة لموت بنرت/موت نجمت، وفي هذه الحالة يكون الشكل الأخير صحيحًا. يُفترض أن نفرتيتي وأختها موت بنرت/موت نجمت قد تكونان ابنتي الملك المستقبلي آي، نفرتيتي من زوجة مختلفة عن ملكته المستقبلية تي (التي تشهد بأنها "مرضعة" نفرتيتي)؛ يمكن أن تكون موت بنرت/موت نجمت قد وُلدت لأي من زوجات آي.

## المسيرة المهنية
تظهر موت بنرت/موت نجمت في عدد من المشاهد في تل العمارنة كعضوة في البلاط الملكي لأخناتون ونفرتيتي. وفقًا لبعض العلماء، كانت موت بنرت/موت نجمت هي نفسها موت نجمت، زوجة حورمحب، الحاكم الأخير للأسرة الثامنة عشرة. ومع ذلك، لا توجد أدلة قاطعة على هذه النظرية، وبعض العلماء متشككون.

## الظهور في الفن
تظهر موت بنرت/موت نجمت في عدة مقابر للنبلاء في العمارنة:
- في مقبرة بانحسي (مقبرة 6) يشير وجود قزمين على عتبة في سجل مرتبط بمشهد تقديم الجزية إلى أن موت بنرت/موت نجمت قد تم تصويرها في مكان قريب (ربما في سجل بجانب الأميرات الملكيات).[8]

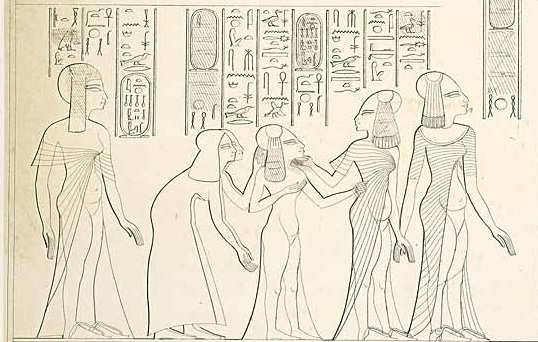
موت بنرت/موت نجمت خلف ميريت آتون، معكت آتون وعنخس إن پا آتون ومرضعتهم. مشهد تكريم با رن نفر. (من Lepsius 1900: 109.)

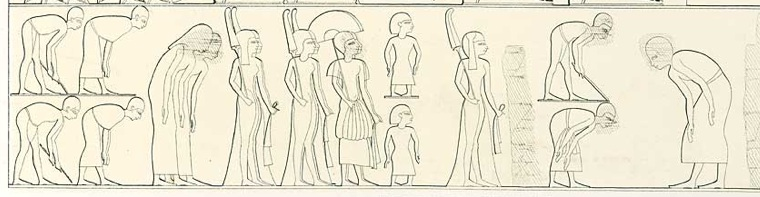
موت بنرت/موت نجمت خلف اثنين من حاشية تنحني. يرافقها قزمتان. (Lepsius 1900: 91.)

- تم تصوير موت بنرت/موت نجمت خلف الأميرات الملكيات في مشهد التكريم لبا رن نفر في المقبرة 7.[9]

- تم تصوير موت بنرت/موت نجمت في مشهد التكريم لتوتو في المقبرة 8. في السجل أدناه الملك والملكة نرى أخت الملكة موت بنرت/موت نجمت مع قزمتيها، وعدة حاملات مروحيات وممرضات الأميرات.[10]
- في مقبرة ماي (مقبرة 14) تظهر العائلة الملكية وهي تعبد آتون. يصحب أخناتون ونفرتيتي ثلاث أميرات. تم تسمية ميريت آتون ومعكت آتون كأميرتين في السجل السفلي؛ الأميرة الثالثة المرسومة أعلاهما هي على الأرجح عنخس إن پا آتون. كل واحدة منهن تُصور وهي تهز الصلاصل. فوق الأميرات نرى أخت الملكة موت بنرت/موت نجمت برفقة قزمتيها.[11]
- تظهر عتبة في مقبرة مجهولة الهوية رقم 20 العائلة الملكية تعبد آتون. نرى نفس المشهد على اليسار واليمين لكن بصورة معكوسة. يُصور أخناتون على كلا الجانبين وهو يرتدي تاج خبرش. لم يتم نحت نفرتيتي وبناتها أبدًا. تُظهر النقوش أن نفرتيتي كانت من المفترض أن تتبع زوجها، تليها ميريت آتون، معكت آتون وعنخس إن پا آتون. خلف الأميرات نرى أخت الملكة موت بنرت/موت نجمت.[12]
- في المقبرة مجهولة الهوية رقم 22، يظهر العتبة العائلة الملكية وهي تعبد آتون. يظهر أخناتون مرتديًا تاج خبرش. نفرتيتي، مرتديةً تاجها الأزرق، تتبع زوجها، تليها ثلاث أميرات، ربما ميريت آتون، معكت آتون وعنخس إن پا آتون. خلف الأميرات نرى أخت الملكة موت بنرت/موت نجمت.[بحاجة لمصدر]
- يتم تصوير موت بنرت/موت نجمت في مقبرة آي (المقبرة الجنوبي 25)، حيث تُصور كفتاة صغيرة. تشمل ألقابها الرسمية "أخت زوجة الملك العظيمة" (مما يشير إلى علاقة مباشرة مع نفرتيتي). يتم تصوير موت بنرت/موت نجمت في مشهد على سمك الجدار الخارجي. برفقة قزمتيها حمت نيسو إر نحح وموتف بري.[13]

يُعتقد أن قطعة من الألباستر وُجدت في مقبرة توت عنخ آمون لزورق يحمل سيدة مع قزم تمثل موت بنرت/موت نجمت مع أحد هؤلاء الأقزام.

## الببليوجرافيا
- ديفيز، نورمان دي جاريس، قبور الصخر في العمارنة، الجزء 2: قبور بنهيسي ومريرا الثاني، لندن، 1905.
- ديفيز، نورمان دي جاريس، قبور الصخر في العمارنة. الجزء 6: قبور بارينيفر، توتو وآي، لندن، 1908.
- دودسون، أيدان، وديان هيلتون، العائلات الملكية الكاملة في مصر القديمة، Thames & Hudson، 2004 (ردمك 0-500-05128-3)
- دودسون، أيدان، نفرتيتي، الملكة والفرعون لمصر: حياتها وما بعد الحياة، القاهرة، 2020.
- فريد، ر. إ.، و ي. ج. ماركويتز، وآخرون (محررون)، فراعنة الشمس: أخناتون: نفرتيتي: توت عنخ آمون، بوسطن: متحف الفنون الجميلة / بلفينش برس / ليتل، براون وشركاه، 1999.
- ليبزيوس، كارل ريتشارد، آثار من مصر وأثيوبيا القسم 3، لايبزيغ، 1900 (نُشر بعد وفاته).
- مارتن، ج. ت.، "الملكة موتنودجمت في ممفيس والعمارنة"، علم المصريات في 1979: محاور البحث ذات الأولوية، المجلد 2، باريس: المؤتمرات الدولية للمركز الوطني للبحث العلمي، 1982: 275-278.
- ملادجوف، إيان، "إعادة اكتشاف الملكة تانودجمي: رابط محتمل بين الأسرة الثامنة عشر والتاسعة عشر"، غوتنغر ميتزليين 242 (2014) 57-70. عبر الإنترنت
- مورنين، و. ج.، نصوص من فترة العمارنة في مصر، أتلانتا، 1995.